# 高橋浩夫
高橋 浩夫（たかはし ひろお、1944年- ）は、日本の経営学者。白鷗大学名誉教授。
宮城県生まれ。1967年関東学院大学経済学部卒、69年同大学院経済学研究科修士課程修了、2001年「研究開発のグローバル・ネットワーク」で中央大学より経営学博士の学位を取得。1968年企業研究会に入社、主任研究員、研究事業部長、国際経済学研究室長、参与。1972-74年ニューヨーク大学客員研究員、1986年白鴎女子短期大学教授、1990年白鷗大学経営学部教授、同ビジネス開発研究所所長、2015年定年、名誉教授。宇都宮大学客員教授。日本経営倫理学会会長。研究分野は多国籍企業論、国際経営論、ビジネス倫理。

## 著書
- 『グローバル経営の組織戦略』同文館出版 1991
- 『研究開発国際化の実際』中央経済社 1996
- 『国際経営の組織と実際 地域統括本社の実証研究』同文舘出版 1998
- 『研究開発のグローバル・ネットワーク』文眞堂 2000
- 『グローバル企業のトップマネジメント 本社の戦略的要件とグローバルリーダーの育成』白桃書房 2005
- 『テキスト現代の国際経営戦略』中央経済社 2011
- 『戦略としてのビジネス倫理入門』丸善出版 2016

### 共編著
- 『国際事業の企業家精神 先駆者21人のドキュメント』編著 中央経済社 1993
- 『現代企業経営学』大山泰一郎共著 同文館出版 1995
- 『日米企業のケース・スタディによる企業倫理綱領の制定と実践』日本経営倫理学会監修  編著 産能大学出版部 1998
- 『情報通信の国際提携戦略』菅谷実,岡本秀之共編著 中央経済社 1999
- 『トップマネジメントの経営倫理』編著 日本経営倫理学会, 経営倫理実践研究センター監修 白桃書房 2009
- 『グローバル企業の経営倫理・CSR』日本経営倫理学会監修 小林俊治共編著 白桃書房 2013

## 論文
- <高橋浩夫